# Naxidia nigrifrons
Naxidia nigrifrons là một loài bướm đêm trong họ Geometridae.